# Resseliella orientalis
Resseliella orientalis är en tvåvingeart som först beskrevs av Ephraim Porter Felt 1918.  Resseliella orientalis ingår i släktet Resseliella och familjen gallmyggor.
Artens utbredningsområde är Filippinerna. Inga underarter finns listade i Catalogue of Life.